# Liste der Flaggen im Landkreis Konstanz
Diese Liste beinhaltet alle Flaggen im Landkreis Konstanz in Baden-Württemberg.
In Baden-Württemberg werden zweibahnige Flaggen verliehen, deren Farben den Wappenfarben entsprechen. Dabei wird oft als erste Farbe der Flagge (links vom Betrachter) die Farbe der Wappenfigur und als zweite Farbe die des Wappengrundes genommen. Flaggen, die vor Inkrafttreten der deutschen Gemeindeordnung 1935 geführt wurden, dürfen beibehalten werden, auch wenn diese nicht den heutigen Bestimmungen in Baden-Württemberg entsprechen.

## Landkreis Konstanz
| Landkreis          | Flagge | Kommentare |
| Landkreis Konstanz |        | Wappen vom Innenministerium am 25. April 1974 verliehen; Flagge vom Regierungspräsidium Freiburg am 16. Juni 1988 verliehen: „In geviertem Schild 1. und 4. in Blau ein schräg aufwärts gelegter silberner Fisch (Felchen), 2. in Silber ein durchgehendes rotes Kreuz, 3. in Gold drei blaue Hirschstangen.“ Flagge: Blau-Gelb, Gelb-Blau. |

## Flaggen der Städte im Landkreis Konstanz
| Stadt                  | Flagge | Kommentare |
| Aach                   |        | Wappen in Siegel von 1306; Tingierung im Jahre 1902 festgelegt. Flagge vom Innenministerium am 25. September 1961 verliehen: „In Rot ein goldener (gelber) Löwe mit drei zwischen den Pranken verteilten silbernen (weißen) Sternen.“ Flagge: Weiß-Rot. |
| Engen                  |        | Fünfstrahliger Stern in Siegel von 1399, Tingierung seit 1591. Wappen mit Flagge vom Innenministerium am 2. Dezember 1960 neu verliehen: „In Silber (weiß) ein fünfstrahliger schwarzer Stern.“ Flagge: Schwarz-Weiß. |
| Konstanz               |        | Durchgehendes Kreuz in Sekretssiegel von 1397, Tingierung seit 1405 bezeugt, Schildhaupt seit 1417. Flagge seit 1544: „In Silber (Weiß) unter rotem Schildhaupt ein durchgehendes schwarzes Kreuz.“ Flagge: entspricht dem Wappen. |
| Radolfzell am Bodensee |        | Wappen in Siegel von 1483 und Wappenscheibe von 1513, goldene Bewehrung und Krone des Löwen von Erzherzog Ferdinand im Jahre 1526 verliehen: „In gespaltenem Schild vorn in Gold (Gelb) ein golden (gelb) gekrönter, golden (gelb) bewehrter und rot bezungter roter Löwe, hinten in Silber (Weiß) ein durchgehendes, halbes rotes Kreuz am Spalt.“ Flagge: Rot-Weiß-Gelb.                                        |
| Singen (Hohentwiel)    |        | Wappen im Jahre 1899 angenommen. Flagge im Jahre 1926 angenommen: „In Silber (Weiß) ein aufgerichteter, rot bewehrter und rot bezungter schwarzer Bär, in den Vordertatzen einen von Gold (Gelb) und Blau im Spitzenschnitt gespaltenen Schild haltend.“ Flagge: Gelb-Blau. |
| Stockach               |        | Gestümmelter Ast im ältesten Siegel von 1472, Ast im Schrägbalken seit Anfang des 16. Jahrhunderts, Hirschstangen seit Mitte des 16. Jahrhunderts; Wappen in Zeichnung und Tingierung im Jahre 1989 festgelegt: „In Gold (Gelb) ein silberner (weißer) Schrägbalken, belegt mit einem gestümmelten roten Ast und begleitet von je einer schrägliegenden, vierendigen blauen Hirschstange.“ Flagge: Weiß-Rot-Weiß. |
| Tengen                 |        | Wappen mit Einhorn im Jahre 1902 angenommen, Deutschordens-Wappen seit Neuverleihung vom Landratsamt Konstanz am 15. März 1976 verliehen: „In Rot ein aufgerichtetes silbernes (weißes) Einhorn, zwischen dem linken Vorder- und Hinterfuß einen silbernen (weißen) Schild haltend, worin ein durchgehendes, geradarmiges schwarzes Tatzenkreuz.“ Flagge: Schwarz-Weiß.                                           |

## Flaggen der Gemeinden im Landkreis Konstanz
| Gemeinde               | Flagge | Kommentare |
| Allensbach             |        | Älteste Wappendarstellung aus dem Jahre 1512; Anzahl, Farbe und Anordnung der Fische im Jahre 1880 festgelegt; Tingierung im Jahre 1904 festgelegt. Flagge vom Innenministerium am 2. Dezember 1960 verliehen. Wappen und Flagge vom Landratsamt Konstanz am 15. März 1976 neu verliehen: „Von Rot und Blau geviert durch ein mit einem goldenen (gelben) Ring beheftetes goldenes (gelbes) Kreuz, in Feld 1 und 2 je ein schräg auf die Schildmitte zuschwimmender, auf dem unteren Kreuzbalken ein pfahlweis gestellter silberner (weißer) Fisch, mit den Köpfen den Außenrand des Ringes berührend.“ Flagge: Gelb-Blau. |
| Bodman-Ludwigshafen    |        | Wappen und Flagge vom Landratsamt Konstanz am 17. Mai 1976 verliehen: „In Gold (Gelb) ein rot bewehrter und rot bezungter schwarzer Adler mit einem silbernen (weißen) Brustschild, worin drei sinkende grüne Lindenblätter (2:1).“ Flagge: Grün-Weiß. |
| Büsingen am Hochrhein  |        | Wappen am 3. März 1904 angenommen. Flagge vom Landratsamt Konstanz am 18. April 1990 verliehen: „In rot bordiertem silbernen (weißen) Schild an grünem Rebast mit zwei grünen Blättern eine blaue Weintraube.“ Flagge: Blau-Weiß, Weiß-Blau. |
| Eigeltingen            |        | Wappen der alten Gemeinde Eigeltingen, ohne Hirschstange, im Jahre 1897 angenommen. Wappen vom Landratsamt Konstanz am 6. Februar 1980 verliehen. Flagge vom Landratsamt Konstanz am 19. März 1978 verliehen: „In gespaltenem Schild vorn in Gold (Gelb) ein halber, rot bezungter schwarzer Adler am Spalt, mit dem roten Fang eine schrägrechte vierendige blaue Hirschstange mit nach unten gekehrten Enden haltend, hinten in Blau eine silberne (weiße) Lilie.“ Flagge: Blau-Gelb. |
| Gaienhofen             |        | Wappen und Flagge vom Landratsamt Konstanz am 16. Februar 1976 verliehen: „In Silber (Weiß) ein durchgehendes rotes Kreuz, behaftet mit einem schwarzen Herzschild, darin ein doppelreihig rot-silbern (rot-weiß) geschachter Schrägbalken.“ Flagge: Rot-Weiß. |
| Gailingen am Hochrhein |        | Wappen im Jahre 1939 angenommen. Wappen und Flagge vom Innenministerium am 26. Januar 1961 verliehen: „In geteiltem Schild oben in Blau drei liegende vierendige goldene (gelbe) Hirschstangen übereinander, unten in Silber (Weiß) ein roter Löwenrumpf.“ Flagge: Gelb-Blau. |
| Gottmadingen           |        | Wappen mit blauem Feld und goldenem Löwen, in den Vorderpranken einen von Rot, Blau und Silber gespaltenen Schild haltend, im blauen Feld des Schildes drei goldene Kugeln übereinander, im Jahre 1904 angenommen. Wappen und Flagge vom Innenministerium am 4. März 1958 verliehen: „In gespaltenem Schild vorn in Silber (Weiß) ein roter Pfahl, belegt mit drei goldenen (gelben) Kugeln, hinten in Blau ein goldener (gelber) Löwe.“ Flagge: Rot-Weiß. |
| Hilzingen              |        | Kleeblatt im ältesten Siegel von 1811; Wappen im Jahre 1902 angenommen. Flagge vom Innenministerium am 25. Juni 1962 verliehen: „In Silber (Weiß) aus rotem Dreiberg wachsend ein grünes Kleeblatt.“ Flagge: Grün-Weiß. |
| Hohenfels              |        | Wappen vom Landratsamt Konstanz am 18. Mai 1976 verliehen: „In Silber (Weiß) ein durchgehendes, geradarmiges schwarzes Tatzenkreuz, beheftet mit einem grünen Herzschild, darin eine silberne (weiße) Schere.“ Flagge: Weiß-Grün. |
| Moos                   |        | Fisch im Wappen der alten Gemeinde Moos, angenommen im Jahre 1903/04. Wappen vom Innenministerium am 24. Juni 1976 verliehen: „In Silber (Weiß) ein durchgehendes rotes Kreuz, beheftet mit einem blauen Herzschild, darin ein schrägaufwärts gelegter silberner (weißer) Fisch.“ Flagge: Weiß-Blau. |
| Mühlhausen-Ehingen     |        | Wappen vom Innenministerium am 20. Januar 1975 verliehen: „In schräggeteiltem Schild oben in Blau ein nach oben schreitender, rot bezungter goldener (gelber) Löwe, unten in Gold (Gelb) auf grünem Boden ein grüner Laubbaum mit schwarzem Stamm.“ Flagge: Gelb-Blau. |
| Mühlingen              |        | Wappen und Flagge vom Landratsamt Konstanz am 15. August 1983 verliehen: „Von einer eingebogenen roten Spitze, worin ein achtspeichiges goldenes (gelbes) Mühlrad, gespalten; vorn in Silber (Weiß) auf grünem Dreiberg eine grüne Tanne, hinten in Gold (Gelb) drei vierendige blaue Hirschstangen übereinander.“ Flagge: Gelb-Rot. |
| Öhningen               |        | Wappen und Flagge vom Landratsamt Konstanz am 28. Oktober 1976 verliehen: „Halbgespalten und geteilt; oben vorn in Gold (Gelb) eine rote Laubkrone, hinten in Rot ein goldener (gelber) Stern, unten von Silber (Weiß) und Blau zu zwölf Plätzen geschacht.“ Flagge: Gelb-Rot. |
| Orsingen-Nenzingen     |        | Wappen vom Landratsamt Konstanz am 14. September 1976 verliehen: „Unter goldenem (gelbem) Schildhaupt, worin eine vierendige blaue Hirschstange, in gespaltenem Schild vorn in Schwarz eine silberne (weiße) Kugel, hinten in Silber (Weiß) ein durchgehendes rotes Kreuz.“ Flagge: Rot-Weiß. |
| Reichenau              |        | Wappen im Jahre 1895 angenommen. Wappen mit festgelegter Tingierung und Flagge vom Innenministerium am 7. Juli 1960 verliehen: „In Blau die Büste eines Abtes in rot bordiertem silbernen (weißen) Gewand und silberner (weißer) Mitra mit rotem Besatz und goldenen (gelben) Kreuzen, in der Rechten einen silbernen (weißen) Abtsstab mit zugewendeter Krümme haltend, links oben ein silberner (weißer) Schild mit durchgehendem roten Kreuz.“ Flagge: Rot-Weiß. |
| Rielasingen-Worblingen |        | Wappen und Flagge vom Innenministerium am 8. November 1974 verliehen: „In zweimal gespaltenem Schild vorn in Blau ein goldener (gelber) Krummstab mit goldenem (gelbem) Pannisell, in der Mitte in Gold (Gelb) übereinander drei rote Rosen mit grünen Kelchblättern, hinten in Rot ein silberner (weißer) Flügel.“ Flagge: Rot-Gelb. |
| Steißlingen            |        | Wappen im Jahre 1897 angenommen: „In Gold (Gelb) auf einer liegenden, vierendigen blauen Hirschstange (Zinken nach unten) stehend ein flugbereiter, rot bezungter schwarzer Geier.“ Flagge: Blau-Gelb. |
| Volkertshausen         |        | Wappen im Jahre 1897 angenommen. Flagge vom Innenministerium am 10. Mai 1965 verliehen: „In Silber (Weiß) ein roter Zickzackbalken (zwei Zacken unten).“ Flagge: Rot-Weiß. |